# Planadas
Planadas là một khu tự quản thuộc tỉnh Tolima, Colombia. Thủ phủ của khu tự quản Planadas đóng tại Planadas Khu tự quản Planadas có diện tích 1446 ki lô mét vuông. Đến thời điểm ngày 28 tháng 5 năm 2005, khu tự quản Planadas có dân số 25594 người.